# Parksville (Carolina del Sud)
Parksville és una població dels Estats Units a l'estat de Carolina del Sud. Segons el cens del 2000 tenia 120 habitants.

## Demografia
Segons el cens del 2000, Parksville tenia 120 habitants, 51 habitatges i 37 famílies. La densitat de població era de 70,2 habitants/km².
Dels 51 habitatges en un 25,5% hi vivien nens de menys de 18 anys, en un 68,6% hi vivien parelles casades, en un 5,9% dones solteres, i en un 25,5% no eren unitats familiars. En el 17,6% dels habitatges hi vivien persones soles el 13,7% de les quals corresponia a persones de 65 anys o més que vivien soles. El nombre mitjà de persones vivint en cada habitatge era de 2,35 i el nombre mitjà de persones que vivien en cada família era de 2,66.
Per edats la població es repartia de la següent manera: un 17,5% tenia menys de 18 anys, un 5% entre 18 i 24, un 27,5% entre 25 i 44, un 25% de 45 a 60 i un 25% 65 anys o més.
L'edat mediana era de 45 anys. Per cada 100 dones de 18 o més anys hi havia 76,8 homes.
La renda mediana per habitatge era de 38.958 $ i la renda mediana per família de 39.583 $. Els homes tenien una renda mediana de 42.188 $ mentre que les dones 25.750 $. La renda per capita de la població era de 20.607 $. Cap de les famílies i el 2,5% de la població estaven per davall del llindar de pobresa.

## Poblacions més properes
El següent diagrama mostra les poblacions més properes.